# David Lloyd Johnston

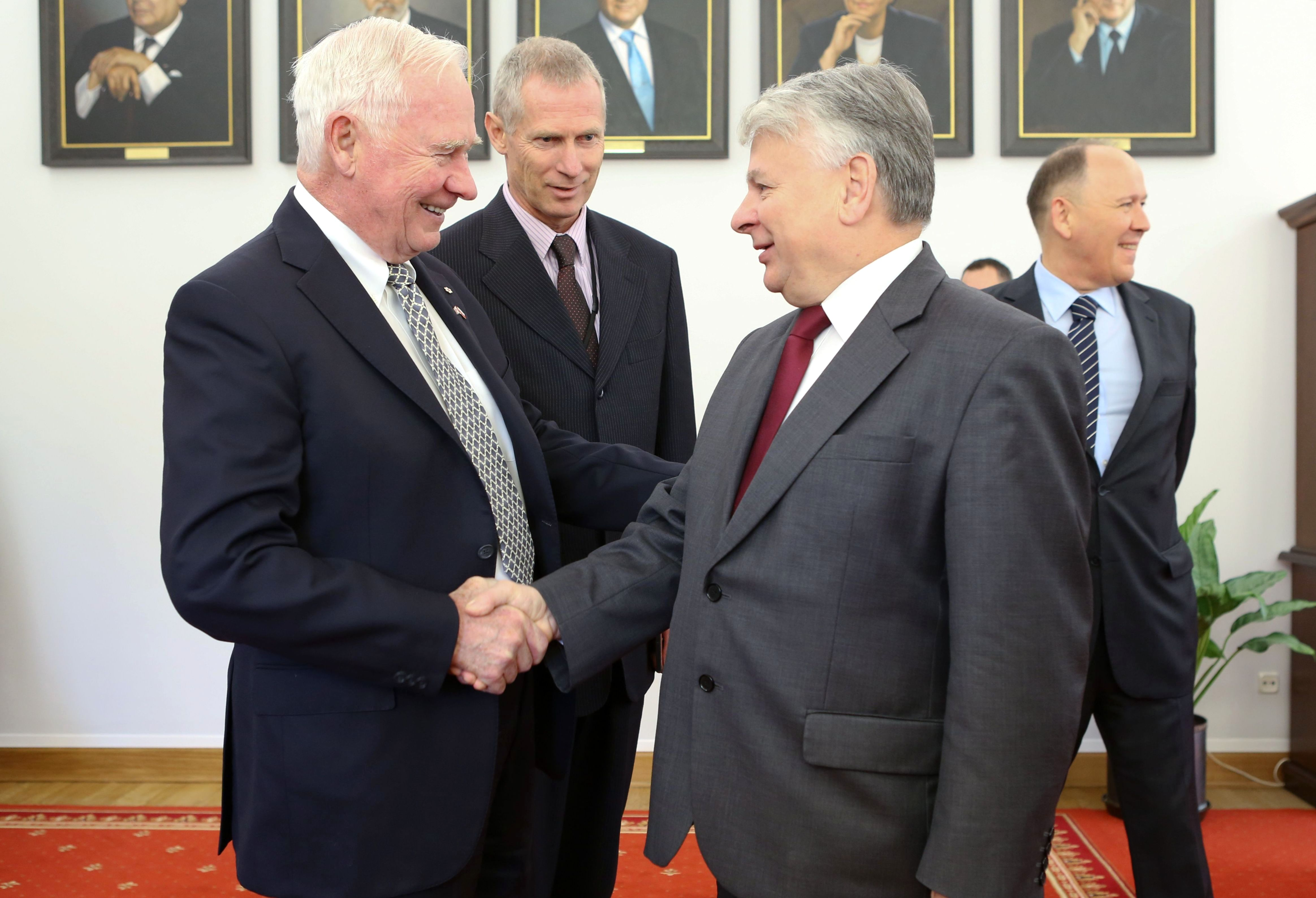
David Lloyd Johnston z Bogdanem Borusewiczem podczas wizyty w Senacie, 2014

David Lloyd Johnston (ur. 28 czerwca 1941 w Greater Sudbury) – kanadyjski profesor prawa, dyrektor McGill University w latach 1979-1994 oraz University of Waterloo w Kanadzie od 1999 do 2010. 1 października 2010 objął stanowisko gubernatora generalnego Kanady, który reprezentuje monarchę. 

## Edukacja i kariera naukowa
Urodził się w 1941 w Greater Sudbury w prowincji Ontario. W 1963 uzyskał stopień Bachelor of Arts na Harvard University w Stanach Zjednoczonych. W tym samym roku rozpoczął studia w Trinity Hall na Uniwersytecie Cambridge . Dwa lata później uzyskał tam stopień Bachelor's of Laws (LL.B), a w 1966 stopień LL.B na Queen’s University w Kanadzie. Specjalizował się w prawie korporacyjnym i komunikacyjnym oraz w zakresie przepisów bezpieczeństwa. W czasie studiów w Harvardzie grał w drużynie hokejowej i znalazł się w sportowym „Panteonie sławy” tej uczelni. 
Po studiach rozpoczął pracę akademicką. W 1966 został wykładowcą prawa na Queen’s University, w 1968 na University of Toronto. W latach 1974–1979 był dziekanem Wydziału Prawa na University of Western Ontario. Od 1979 do 1994 zajmował stanowisko dyrektora i wicekanclerza McGill University. Po ustąpieniu z funkcji w lipcu 1994 pozostał profesorem prawa na tej uczelni. 1 czerwca 1999 objął stanowisko dyrektora University of Waterloo i zajmował je do 30 września 2010. 
David Johnston jest autorem ponad 20. książek. Posiada tytuł doktora honoris causa przyznany mu przez 12 uniwersytetów. Został również odznaczony Orderem Kanady (stopień Companion). 
W trakcie swojej kariery zawodowej i naukowej wchodził w skład wielu organizacji i stowarzyszeń. Był przewodniczącym Stowarzyszenia Kanadyjskich Uniwersytetów i College'ów, Konferencji Rektorów i Dyrektorów Université du Québec, przewodniczącym Krajowego Okrągłego Stołu ds. Środowiska i Gospodarki. Na szczeblu rządowym przewodniczył Radzie Doradczej ds. Szybkiego Przesyłu Informacji, Radzie Doradczej ds. Nauczana przez Internet, Komitetowi ds. Kanadyjskich Systemów Informacyjnych. Kierował także Kanadyjskim Instytutem ds. Badań. Zasiadał w zarządach wielu firm, w tym CGI Group, Masco Corp., Fairfax Financial Holdings, ARISE Technologies Inc., Stratford Festival. 
Jest żonaty, jest ojcem pięciu córek.

## Gubernator generalny
Kandydaturę Davida Lloyda Johnstona na urząd gubernatora generalnego przedstawił królowej Elżbiecie II premier Kanady Stephen Harper. 8 lipca 2010 jego kancelaria oficjalnie poinformowała o akceptacji tej kandydatury przez monarchinię. 3 września 2010 królowa podpisała dekret powołujący Johnstona na stanowisko gubernatora generalnego. 5 września 2010 David Lloyd Johnston wziął udział w audiencji u królowej na zamku w Balmoral. 
Urząd objął 1 października 2010 po zaprzysiężeniu, które zgodnie z tradycją odbyło się na Wzgórzu Parlamentarnym w Ottawie. Sprawowanie funkcji zakończył 2 października 2017, gdy została zaprzysiężona jego następczyni Julie Payette.